# Ivan Grésèque
Pas d'image ? Cliquez ici

a Compétitions nationales et continentales officielles uniquement.

b Matchs officiels uniquement.
Ivan Grésèque, né le 20 juillet 1953 à Saïgon-Cholon (Indochine française), est un ancien joueur de rugby à XIII français évoluant au poste de demi de mêlée. Il est d'origine indienne par son père.
Son passage à Perpignan (XIII Catalan) est marqué par plusieurs titres de Championnat de France et de Coupe de France. Ses performances en club lui ont ouvert les portes de la sélection française entre 1978 et 1985.
Il devient dans les années 1990 sélectionneur de la sélection française avec laquelle il participe à la Coupe du monde 1995.

## Biographie
Son fils Maxime Grésèque a été également en sélection française dans les années 2000.

## Palmarès

### En club

#### En tant que joueur
- Collectif :
  - Vainqueur de la Coupe d'Europe des nations : 1981 (France).
  - Vainqueur du Championnat de France : 1979, 1982, 1983, 1984, 1985 et 1987 (XIII Catalan).
  - Vainqueur de la Coupe de France : 1976, 1978, 1980 et 1985 (XIII Catalan).
  - Finaliste du Championnat de France : 1976, 1978 et 1986 (XIII Catalan).
  - Finaliste de la Coupe de France : 1977 et 1983 (XIII Catalan).

#### En tant qu'entraîneur
- Finaliste du Championnat de France : 1993 (XIII Catalan)
- Finaliste de la Coupe de France : 1993 (XIII Catalan)